# Naenaria maxima
Naenaria maxima là một loài tò vò trong họ Ichneumonidae.